# 大吉調節池

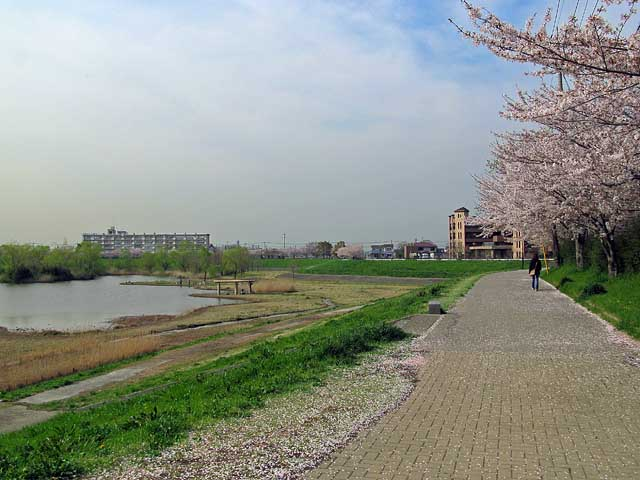
大吉調節池（2012年4月）

大吉調節池（おおよしちょうせつち）は、埼玉県越谷市大吉にある調節池。

## 概要
1986年(昭和61年)の河川激甚災害対策特別緊急事業による新方川の改良工事で設けられた。洪水時に新方川の水量をコントロールすることを目的とする。容量は40万トン。1986年の台風10号による高水流量を毎秒75トンとみなし、計画高水量毎秒60トンとの差である毎秒15トンを流し入れ、一時的に貯留する計画である。
水の取り入れ口の標高は、同市弥栄町の最低標高と同じ、約2.6メートル
。
池の形は越谷市の市域をかたどっている。

## 大吉調節池公園
周辺は大吉調節池公園としてジョギングコースや遊具、四阿などが整備されている。

## 周辺
- 松伏溜井（大落古利根川）
- 逆川
- 越谷市立新栄中学校
- キャンベルタウン野鳥の森